# Mydaea hirtiventris
Mydaea hirtiventris är en tvåvingeart som beskrevs av Malloch 1920. Mydaea hirtiventris ingår i släktet Mydaea och familjen husflugor. Inga underarter finns listade i Catalogue of Life.